# Sinoneta
Sinoneta es un género de arañas araneomorfas de la familia Leptonetidae. Se encuentra en China.

## Lista de especies
Según The World Spider Catalog 16:
- Sinoneta notabilis Lin & Li, 2010
- Sinoneta palmata (Chen, Jia & Wang, 2010)
- Sinoneta sexdigiti Lin & Li, 2010